# Chapter 24
Chapter 24 — пісня британської рок-групи Pink Floyd з альбому 1967 року The Piper at the Gates of Dawn. Представлена на другій стороні грамплатівки (LP) дев'ятим за рахунком треком. Автором музики і слів пісні, а також виконавцем вокальної партії є Сід Барретт.
Крім видання на альбомі «The Piper at the Gates of Dawn» пісня «Chapter 24» також увійшла до збірки 1974 року «Masters of Rock» і в збірник 2010 року «An Introduction to Syd Barrett».

## Композиція
Слова до пісні «Chapter 24» були написані Сідом Барреттом під впливом 24-ій глави (гексаграми) Фу китайської класичної філософської «Книги Змін» («І Цзин»).
У період концертних виступів Pink Floyd з Сідом Барреттом в 1967 році пісня «Chapter 24» періодично включалася в концертний репертуар групи.
У 2008 році британська рок-група Jesu записала кавер-версію пісні «Chapter 24», вона була видана на збірнику Like Black Holes in the Sky: The Tribute to Syd Barrett.
Пісня «Chapter 24» була включена в список «30 найкращих пісень Pink Floyd» (24-е місце), опублікований в жовтні 2008 року в журналі Uncut, список був створений за опитуваннями учасників Pink Floyd Девіда Гілмора та Ніка Мейсона, їх друзів, знайомих музикантів і найбільш відомих шанувальників.

## Учасники запису
- Сід Барретт — електрогітара, вокал;

- Роджер Уотерс — бас-гітара, гонг;

- Річард Райт — клавішні (орган Farfisa), бек-вокал;

- Нік Мейсон — ударні.